# Капалья, Фернандо Роблес
Фернандо Роблес Капалья (филипп. Fernando Robles Capalla; 1 ноября 1934, Леон, Западные Висайи — 6 января 2024) — филиппинский католический прелат, епископ Илигана с 15 ноября 1982 года по 28 июня 1994 года и архиепископ Давао с 6 ноября 1996 года по 11 февраля 2012 года.

## Биография
Родился 1 ноября 1934 года в населённом пункте Леон в провинции Илоило, Филиппины. Получил начальное образование в Центральной начальной школе в своём родном городе Леон. Потом в 1946 году поступил на учёбу в Коллегию святого Августина в городе Илоило, по окончании которого в 1949 года получил среднее образование. С 1950 года по 1961 год обучался в Семинарии Святого Винсента Феррера. 18 марта 1961 года был рукоположен в сан священника для служения в архиепархии Харо. Продолжил своё богословское образование в Университете Святого Иоанна в Нью-Йорке, который окончил в 1967 году с научной степенью магистра в области английской литературы.
2 апреля 1975 года Римский папа Павел VI назначил его вспомогательным епископом архиепархии Давао и Титулярный епископтитулярным епископом Грументума. 18 июня 1975 года состоялось его рукоположение в сан епископа, которое совершил апостольский нунций на Филиппинах архиепископ Бруно Торпильяни в сослужении с архиепископом Харо Артемио Габриэлем Касасом и архиепископом Манилы Хайме Лачика Сином.
25 апреля 1977 года был назначен прелатом епархии Илигана. С 1980 года был посредником на переговорах между правительством и мусульманскими повстанцами на юге страны.
15 ноября 1982 года Римский папа Иоанн Павел II назначил его епископом Илигана. В 1987 года стал апостольским администратором новой территориальной прелатуры Пресвятой Девы Марии. Был ординарием Илигана до 28 июня 1994 года, когда вновь был назначен вспомогательным епископом Давао.
6 ноября 1996 года Римский папа Иоанн Павел II назначил Фернандо Капалью архиепископом Давао. С 2003 года по 2005 год был председателем Конференции католических епископов Филиппин. На протяжении десяти лет был членом Папского совета по межрелигиозному диалогу. Был одним из основателей Конференции епископов Улама (Bishops-Ulama Conference), которая объединила епископов различных христианских церквей.
11 февраля 2012 года подал в отставку. Его преемником на кафедре Давао стал Ромуло Хеолина Вальес.